# Cydia splendana
La carpocapsa delle castagne (Cydia splendana (Hübner, 1799)) è un lepidottero Tortricide che infesta le castagne, le noci e le ghiande della quercia e del faggio.
Le larve danneggiano i frutti, scavando gallerie al loro interno. Il danno sui frutti determina la cascola diretta e i frutti non possono essere commercializzati. I danni possono essere molto elevati e raggiungere il 50% della produzione.

## Distribuzione
La farfalla ha una diffusione euro-asiatica, in Italia  è presente su tutto l'areale del castagno.

## Descrizione
L'adulto è una farfalla di colore grigio con un'apertura alare compresa tra 13 e 18 mm, con una macchia gialla, bordata di nero, nell'angolo posteriore con all'interno quattro piccoli tratti neri.
Le uova (0,6 mm) sono lenticolari, prima bianche, per poi sviluppare un anello rossastro.
Le larve sono di colore biancastro, con la testa bruna, lunghe 12-16mm.

## Ciclo biologico
La carpocapsa compie un solo ciclo annuale svernando allo stadio di larva nel suolo. La metamorfosi avviene in luglio e gli adulti sfarfallano nel periodo fra luglio e settembre. La farfalla è attiva di notte. La femmina depone sulle foglie un centinaio di uova, fino a 300 in alcuni casi.
Lo sviluppo embrionale si compie in 10-12 giorni, dopodiché la larva penetra nel riccio della castagna e scava delle gallerie, prima nel tessuto dell'ilo, per poi intaccare l'interno del frutto. Dopo 35-45 giorni raggiunge la maturità e fuoriesce dal frutto attraverso un foro per cadere sul terreno dove si imbozzola per svernare.

## Difesa
Il monitoraggio è la lotta principale che viene eseguita in presenza di attacchi massivi, mediante trappole ai ferormoni.
Le castagne possono essere disinfestate con un trattamento termico in acqua a 48-50 °C  per 45 minuti.